# La embajada
La embajada és un sèrie de televisió espanyola, produïda per Atresmedia en col·laboració amb Bambú Producciones per a la seva emissió en Antena 3. És protagonitzada per Belén Rueda, Abel Folk, Raúl Arévalo, Maxi Iglesias, Amaia Salamanca, entre d'altres. Es va gravar inicialment una primera temporada d'11 capítols, l'estrena dels quals va ser el 25 d'abril de 2016.
A causa de la constant i gran pèrdua d'audiència setmana rere setmana, Antena 3 va decidir no renovar la sèrie per més temporades.

## Argument
Luis Salinaes (Abel Folk) pren possessió com a ambaixador d'Espanya a Tailàndia i una vegada instal·lat amb la seva família a Bangkok pretén acabar amb la corrupció. No obstant això, haurà de superar també problemes personals: La seva esposa, Claudia Cernuda (Belén Rueda) inicia una relació sentimental amb el secretari de l'ambaixada, el jove Carlos Guillén (Chino Darín) i la seva filla Ester (Úrsula Corberó) també s'apropa a Roberto (Maxi Iglesias), germà de l'antagonista de Luis (Raúl Arévalo).

## Repartiment

### Repartiment principal
- Belén Rueda - Claudia Cernuda Sanramón
- Abel Folk - Luis Salinas
- Amaia Salamanca - Fátima
- Megan Montaner - Sara Domingo
- Chino Darín - Carlos Guillén
- Úrsula Corberó - Ester Salinas Cernuda
- Maxi Iglesias - Roberto Marañón Gil
- Pedro Alonso - Pablo Villar
- Carlos Bardem - Francisco "Paco" Cadenas
- Melani Olivares - Patricia Segura
- David Verdaguer - Javier Romero † (Episodi 1 - Episodo 10)
- Ana Gracia - Elena Ferrán
- Raúl Arévalo -Eduardo Marañón Gil

### Repartiment secundari
- Pep Jové - Jutge Corrales
- Maria Molins - María Teresa Pereda "Mayte"
- Paulina Gálvez - Verónica Galdós (Episodi 5; Episodi 7 - Episodi 11)
- Eric Bonicatto - Abogado Guillaume Pérez (Episodi 2; Episodi 8 - Episodi 11)
- Wenjun Gao - Khao (Episodi 2; Episodo 9)
- Sebastián Haro - Arturo Schultz Ruiz de Somavía (Episodi 9 - Episodi 10)
- Francisco Olmo - Juan Carlos Vargas (Episodi 2; Episodi 5 - Episodi 6; Episodi 8; Episodi 10 - Episodi 11)
- Andrey Finanta - Chan (Episodi 1 - Episodi 7; Episodi 10 - Episodi 11)
- Víctor Duplà - Jefe de agentes (Episodi 1; Episodi 10 - Episodi 11)
- Carlos Olalla - Lázaro (Episodi 5; Episodio 7; Episodi 10 - Episodi 11)
- Daniel Feu - Soldado Thai (Episodi 10)
- Víctor Mendoza - Ivars (Episodo 10)
- Miguel Ángel Jenner - Salvador (Episodi 7; Episodi 11)
- Cecilia Gessa - Lucía (Episodi 1; Episodi 4 - Episodi 5; Episodi 8; Episodi 11)
- Rosa Torres - Reportera (Episodi 11)
- Lorena López - Inspectora (Episodi 11)

amb la col·laboració especial de
- Tristán Ulloa - Bernardo Moraleda † (Episodi 1 - Episodi 6)
- Alicia Borrachero - Olga Ramiro (Episodi 1 - Episodi 6)

### Repartiment episòdic
- Ciro Miró - Julio Carretero (Episodio 1 - Episodio 4)
- Mario Plágaro - Daniel (Episodio 1; Episodio 3)
- Seetala Suwanpratest - Seetala
- Phayao Hernández - Kanda (Episodi 1 - Episodi 3; Episodi 6; Episodi 8)
- Thidarat Saichan - Malai (Episodi 1 - Episodi 4; Episodi 6 - Episodi 11)
- Eric David Montezon - Lawan (Episodi 1 - Episodi 4; Episodi 6 - Episodi 8; Episodi 10 - Episodi 11)
- Ángela Vega - Carmen Castillo (Episodi 2 - Episodi 3)
- Samuel Aranda - Secretario Audiencia Nacional (Episodi 3 - Episodi 11)
- Iván Viñas - Lucas Moraleda Ramiro (Episodi 3 - Episodi 5)
- Xuong Thanh Tran - Apitchapong (Episodi 3; Episodi 8)
- Maneerat Kumsuk - Pakpao (Episodi 3; Episodi 8 - Episodi 9)
- Gabriel Moreno - Federico (Episodi 4)
- Mario Tardón - Eugenio Sanchís (Episodi 5 - Episodi 8)
- Ricardo Moya - Pedro (Episodi 5)
- Mauricio Bautista - Tomás Garrido (Episodi 6 - Episodi 7)
- Antonio Reyes - Arjona (Episodi 6)
- Pawinee Komthong - Yada (Episodi 6; Episodi 8 - Episodi 10)
- Ariadna Manzanares - Ángela (Episodi 6)
- Nick Devlin - Richard Davidson (Episodi 7)

## Episodis i audiències
| Núm. (sèrie) | Núm. (temp.) | Títol                              | Director(s)             | Data d'emissió       | Audiència         |
| ------------ | ------------ | ---------------------------------- | ----------------------- | -------------------- | ----------------- |
| 1            | 1            | «La mano en el fuego»              | Carlos Sedes            | 25 d'abril de 2016   | 4 034 000 (22,5%) |
| 2            | 2            | «Todo tiene un precio»             | Carlos Sedes            | 2 de maig de 2016    | 3 243 000 (18,0%) |
| 3            | 3            | «Tolerancia cero»                  | Carlos Sedes            | 9 de maig de 2016    | 3 030 000 (16,9%) |
| 4            | 4            | «Defina corrupción»                | Eduardo Chapero-Jackson | 16 de maig de 2016   | 2 925 000 (16,2%) |
| 5            | 5            | «Dinero público»                   | Eduardo Chapero-Jackson | 23 de maig de 2016   | 2 802 000 (15,4%) |
| 6            | 6            | «Diecisiete cuentas en el paraíso» | Carlos Sedes            | 30 de maig de 2016   | 2 736 000 (16,0%) |
| 7            | 7            | «La filtración»                    | Eduardo Chapero-Jackson | 6 de juny de 2016    | 2 664 000 (15,1%) |
| 8            | 8            | «Lluvia de millones»               | Carlos Sedes            | 20 de juny de 2016   | 2 429 000 (14,5%) |
| 9            | 9            | «Todo está grabado»                | Eduardo Chapero-Jackson | 27 de juny de 2016   | 2 127 000 (13,6%) |
| 10           | 10           | «No lo recuerdo, señoría»          | Eduardo Chapero-Jackson | 4 de juliol de 2016  | 2 006 000 (13,4%) |
| 11           | 11           | «Quid pro quo»                     | Carlos Sedes            | 11 de juliol de 2016 | 2 038 000 (14,3%) |